# Dolmen von Tronval
Die Dolmen von Tronval liegen südwestlich von Plobannalec-Lesconil, nahe der Straße nach Treffiagat im Bigoudenland in der Cornouaille im Département Finistère in der Bretagne in Frankreich. Dolmen ist in Frankreich der Oberbegriff für Megalithanlagen aller Art (siehe: Französische Nomenklatur).
Die neolithischen Dolmen liegen etwa 100 Meter südöstlich der Dolmen von Quélarn auf einer kleinen Lichtung. Es scheinen die Überreste von zwei Kammern zu sein, die nur ein paar Meter voneinander entfernt liegen. Die südwestliche ist völlig zusammengebrochen. Vom nordwestlichen Dolmen ist eine dispositionierte Deckenplatte erhalten, die auf drei Steinen ruht.

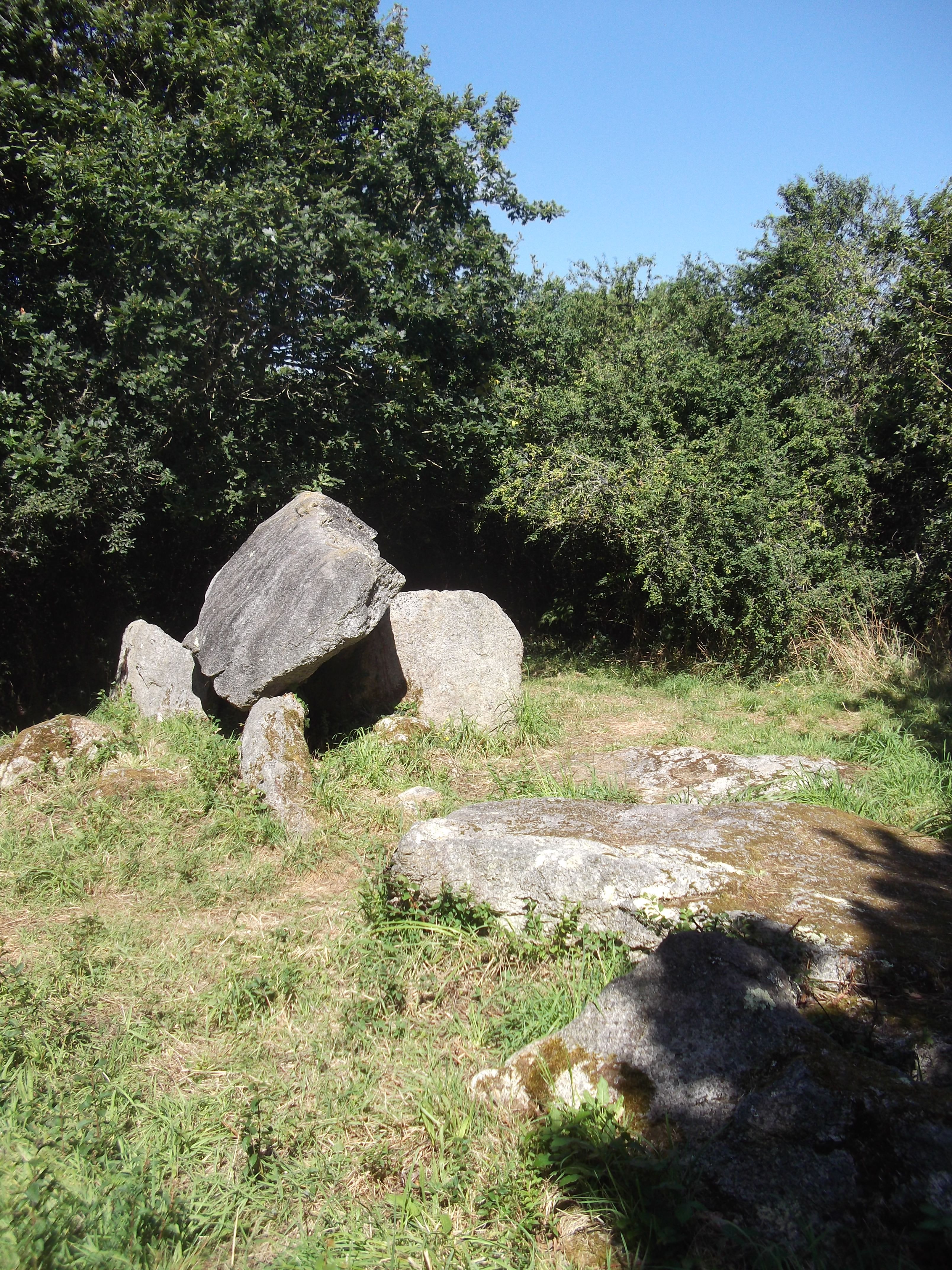
Dolmen von Tronval